# Rajd Nadwiślański

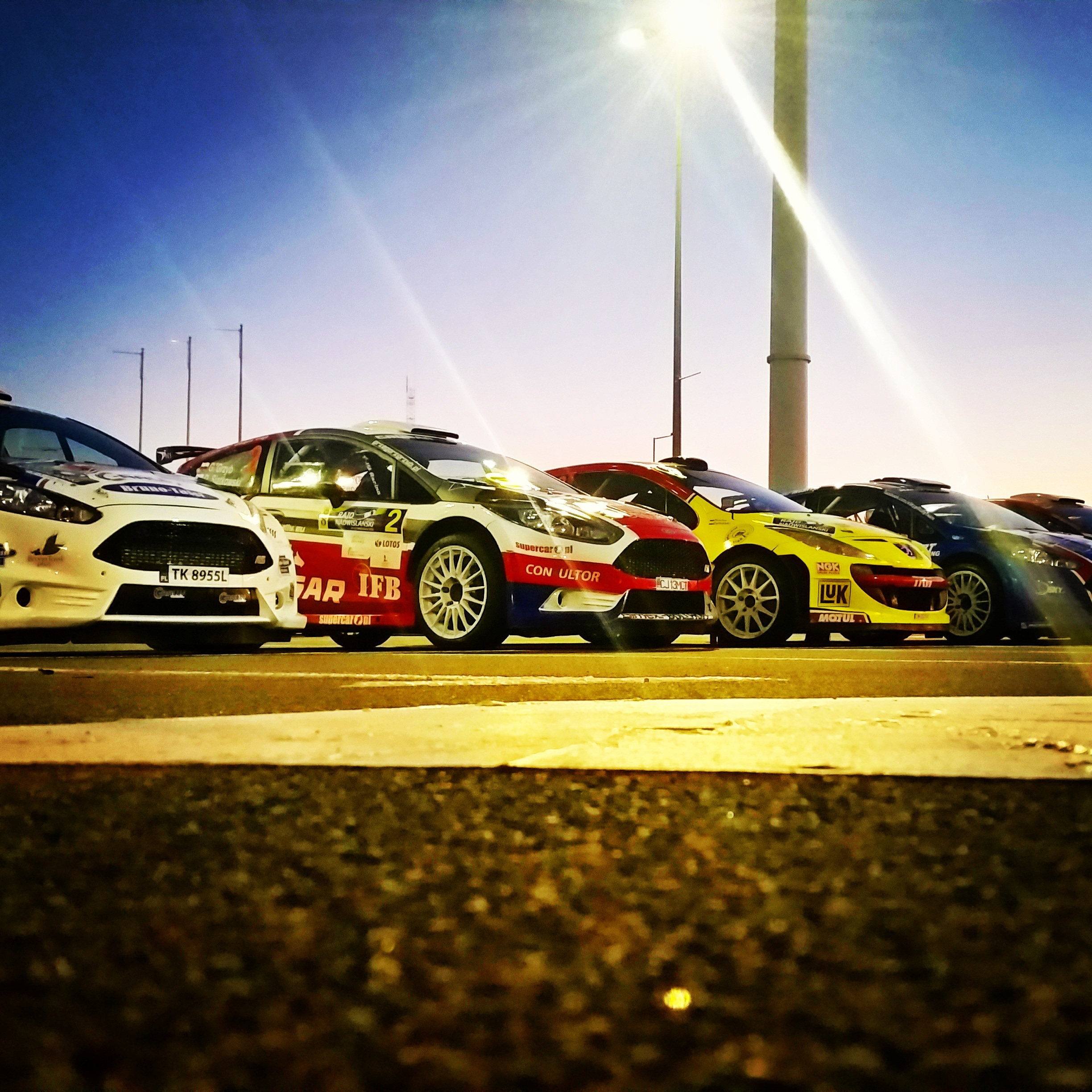
Rajd Nadwiślański 2014

Rajd Nadwiślański – polski rajd samochodowy istniejący od 2013 roku. Zastąpił on Rajd Mazowiecki, którego dziesięć edycji odbyło się w latach 2001-2012. Od 2013 rajd jest jedną z rund Rajdowego Pucharu Polski, a od roku 2014 także Rajdowych Samochodowych Mistrzostw Polski. Odcinki specjalne są zlokalizowane w okolicach Puław.

## Zwycięzcy[2]
| Rok  | Nazwa rajdu                              | Kierowca                                 | Pilot                                    | Samochód                                 | Kategoria |
| ---- | ---------------------------------------- | ---------------------------------------- | ---------------------------------------- | ---------------------------------------- | --------- |
| 2013 | Rajd Nadwiślański                        | Tomasz Kuchar                            | Daniel Dymurski                          | Peugeot 207 S2000                        | RPP       |
| 2014 | II Rajd Nadwiślański                     | Wojciech Chuchała                        | Sebastianem Rozwadowski                  | Ford Fiesta R5                           | RPP, RSMP |
| 2015 | 3 Rajd Nadwiślański                      | Grzegorz Grzyb                           | Robert Hundla                            | Skoda Fabia R5                           | RSMP      |
| 2016 | 4 Rajd Nadwiślański                      | Jakub Brzeziński                         | Jakub Gerber                             | Ford Fiesta R5                           | RSMP      |
| 2017 | 5 Rajd Nadwiślański                      | Filip Nivette                            | Kamil Heller                             | Ford Fiesta R5                           | RSMP      |
| 2018 | 6 Rajd Nadwiślański                      | Jakub Brzeziński                         | Kamil Kozdroń                            | Škoda Fabia R5                           | RSMP      |
| 2019 | 7 Rajd Nadwiślański                      | Tomasz Kasperczyk                        | Damian Syty                              | Ford Fiesta R5                           | RSMP      |
| 2020 | Nie odbył się z powodu pandemii COVID-19 | Nie odbył się z powodu pandemii COVID-19 | Nie odbył się z powodu pandemii COVID-19 | Nie odbył się z powodu pandemii COVID-19 | RSMP      |
| 2021 | 8 Rajd Nadwiślański                      | Mikołaj Marczyk                          | Szymon Gospodarczyk                      | Škoda Fabia Rally2 evo                   | RSMP      |
| 2022 | Odwołany                                 | Odwołany                                 | Odwołany                                 | Odwołany                                 | RSMP      |
| 2024 | 9 Rajd Nadwiślański                      | Grzegorz Grzyb                           | Adam Binięda                             | Škoda Fabia Rally2 evo                   | RSMP      |
| 2025 | 10 Rajd Nadwiślański                     | Jakub Matulka                            | Damian Syty                              | Škoda Fabia RS Rally2                    | RSMP      |

- RPP - Rajdowy Puchar Polski
- RSMP - Rajdowe Samochodowe Mistrzostwa Polski